# Домашенко Тетяна Михайлівна
Тетяна Михайлівна Домашенко (3 вересня 1954, Рокита, Великобагачанський район, Полтавська область) — поетеса, громадсько-політичний діяч, авторка 9-ти поетичних збірок, засновник і директор видавництва «Духовна Вісь», лауреат Лубенської районної літературно-мистецької премії імені В. А. Симоненка за книгу «Служити Богу й Україні».
21 лютого 2014 року Тетяна Домашенко уперше полеглих учасників Євромайдану назвала Небесною сотнею у вірші «Небесна сотня воїнів Майдану».

## Біографія
- 1970 — закінчила 8 класів Рокитянської середньої школи.
- 1970–1974 рр. — навчалась в Полтавському сільськогосподарському технікумі в місті Полтаві.
- 1974–1978 рр. — працювала агрономом у селі Рябушки Лебединського району Сумської області.
- 1979–1987 рр. — проживала в селі Войниха Лубенського району Полтавської області, працювала педагогом у середній школі.
- 1980–1986 рр. — навчалася в Харківському державному університеті. Отримала спеціальність: філолог; викладач української мови та літератури.
- 1987–2003 рр. — проживала у селі Красногорівка Великобагачанського району Полтавської області, працювала в школі та сільській бібліотеці.
- 1997–1999 рр. — старший науковий працівник Миргородського краєзнавчого музею.
- 1997–2001 рр. — навчалася на курсах із християнської етики при Львівській Богословській Академії.
- 1999–2000 рр. — зарахована слухачем Української Академії державного управління при Президентові України.
- 2000–2001 рр. — референт з питань державної мови при Всеукраїнському товаристві «Просвіта».
- З 2003 року донині проживає у місті Вишневе Київської області. Працювала на посадах відповідального секретаря, пізніше — директора КП «Інформ» та головного редактора газети «Наше місто» (2003—2006 рр.)
- 2006–2009 рр. — керівник літературної студії «Вишнева зав'язь» та педагог — організатор Вишнівської ЗОШ № 1.

У 2003 році очолила Міжрегіональне громадське об'єднання «Організація патріотів України» у Київській області.
У 2002 році була співорганізатором Всеукраїнської духовно-просвітницької акції «Під твою милість прибігаємо».
- 2003–2008 рр. — учасник науково-меморіальної експедиції «Слідами голодомору 1932—1933 років в Україні».

З 2001 року по нинішній час займається видавничою діяльністю у приватному видавництві «Духовна вісь», є його директором.
В громадсько-політичному житті країни завжди займає активну життєву позицію. Тричі балотувалась кандидатом у народні депутати України (в 1994, у 1998 та 2012 роках).

## Творчий доробок
Видала дев'ять власних поетичних збірок, друкувалася в різних часописах, як вітчизняних, так і зарубіжних, зокрема: «Нові Дні» (Австралія), «Наше Життя» (США), є переклади на італійську мову. Є багато публікацій у різних українських часописах. Перша поетична збірка «Калинове намисто» вийшла в 2000 році у видавництві «Каменяр», Львів. Наступні три збірки «Озовітесь — мати кличе» (2001 р.), «Дві дороги» (2004 р.) та «Ода батьківській хаті» (2010 р.) вийшли у видавництві «Духовна вісь».
- Молитва України [Архівовано 5 березня 2016 у Wayback Machine.]
- Тридцять три колосочки [Архівовано 5 березня 2016 у Wayback Machine.]

Присвяти:
- Тарасу Шевченку [Архівовано 15 вересня 2017 у Wayback Machine.]
- Олександру Довженку [Архівовано 5 березня 2016 у Wayback Machine.]
- Василю Стусу [Архівовано 25 листопада 2019 у Wayback Machine.]
- Володимиру Самійленку [Архівовано 5 березня 2016 у Wayback Machine.]
- Анатолю Костенку [Архівовано 25 листопада 2019 у Wayback Machine.]
- Федору Кириченку [Архівовано 5 березня 2016 у Wayback Machine.]
- Катерині Мотрич [Архівовано 5 березня 2016 у Wayback Machine.]
- Олегу Чорногузу
- Леоніду Рябченко [Архівовано 5 березня 2016 у Wayback Machine.]
- Василю Симоненку [Архівовано 5 березня 2016 у Wayback Machine.]